# Puerto Peñasco
Puerto Peñasco, Rocky Point – miasto w północno-zachodniej części meksykańskiego stanu Sonora położone nad Zatoką Kalifornijską, w odległości około 100 km od granicy z amerykańskim stanem Arizona. 
W 2010 roku liczyło około 46 tys. mieszkańców. Jest siedzibą gminy o tej samej nazwie.
Miasto jest położone na skraju pustyni Altar, najgorętszej i najsuchszej części pustyni Sonora. 

## Historia
Powszechnie używana angielska nazwa (Rocky Point ≈ Skaliste Miejsce) miasta pochodzi z roku 1826, kiedy w ten sposób brytyjski żeglarz Robert William Hale Hardy eksplorujący sąsiadującą część Zatoki Kalifornijskiej w poszukiwaniu pereł i drogocennych kruszców nazwał charakterystyczny, wyeksponowany punkt wybrzeża. Nazwa utrzymywała się na mapach żeglarskich aż do lat 20. XX wieku, kiedy meksykański prezydent Lázaro Cárdenas del Río przemianował ją na Puerto Punta Peñasco. Przez okres XIX wieku i początek XX wieku ze względu na trudne warunki i brak wody miejscowość nie rozwijała się i stanowiła tylko niewielką, bezpieczną przystań dla rybaków łowiących w górnej części Zatoki Kalifornijskiej.
W latach 20. XX wieku, w okresie prohibicji w Stanach Zjednoczonych do miasta przywędrował John Stone z Ajo w Arizonie i wybudował pierwszy hotel i kasyno chcąc czerpać korzyści z restrykcyjnego prawa. Wywiercił studnię do wody pitnej i zorganizował transport lotniczy z Phoenix i Tucson. Ponoć częstym gościem bywał sam Al Capone. Jednak niesnaski z lokalną ludnością doprowadziły po 10 latach do spalenia hotelu i wysadzenia studni a miasto ponownie zaczęło zamierać.
W latach 30. XX wieku w czasie prezydentury Lázaro Cárdenas, wybudowano połączenie kolejowe pomiędzy stanem Kalifornia Dolna a pozostałą częścią Meksyku, a jedną ze stacji utworzono w Puerto Peñasco. Miasto ponownie zaczęło odżywać a liczba ludności rosnąć.
Turystyka rozwijała się bardzo powoli i do lat 90. miasto było tylko celem miłośników turystyki kempingowej, rybaków i amerykańskich nastolatków, jako że w Meksyku nie obowiązywał zakaz spożywania alkoholu w wieku poniżej 18 lat. Sukces turystyczny miasta Cancún na Jukatanie zainspirował inwestorów do wybudowania hoteli, infrastruktury turystycznej i obecnie jest to szybko rozwijający się ośrodek turystyczny.

## Współpraca
- Gila Bend, Stany Zjednoczone
- Phoenix, Stany Zjednoczone
- Fremont, Stany Zjednoczone
- San Luis Río Colorado, Meksyk
- Ciudad Juárez, Meksyk
- Caborca, Meksyk
- Sonoita, Meksyk